# Podstrana – Mutogras
Podstrana – Mutogras naselje je u općini Podstrana u Splitsko-dalmatinskoj županiji u Hrvatskoj. Mutogras je obalni brežuljak na jugoistoku Podstrane. Poznat je po arheološkim nalazima.

## Povijest
Ime dolazi od Monte Grasso za debelo brdo, prijelazom iz rom. on u starohrvatsko nosno o i u konačnici u u.
Do teritorijalnog preustroja Hrvatske naselje je bilo u sastavu Općine Split. Podstrana – Mutogras kao samostalno naselje navodi se od popisa stanovništva 2021. godine. Nastalo je podjelom Podstrane.

## Stanovništvo
Na popisu 2021. Podstrana – Mutogras imala je 394 stanovnika.